# 1968 Tunnel Rats
Tunelové krysy (původním názvem Tunnel Rats) je válečný film režírovaný Uwe Bollem. Tento film je založen na statečnosti skutečných tunelových krys (specializovaných vojenských sil pěchoty) během Války ve Vietnamu. Na rozdíl od většiny jeho filmů tento snímek není založen na nějaké počítačové hře, naopak byla podle filmu jedna hra vytvořena.
V dokumentu k tomuto filmu Boll přiznal, že film neměl žádný pevný scénář, ale byl čirou improvizací samotných herců.

## Zápletka
Skupina amerických vojáků přijíždí na vojenskou základnu ve vietnamské džungli a první den tráví seznamováním se mezi sebou. Následující ráno začíná průzkum podzemních tunelů Vietkongu, kam se vojáci vydávají ozbrojení pouze ruční pistolí a baterkou. V tunelech narážejí na nastražené pasti a také vojáky Vietkongu. Mezitím se na povrchu ocitá celá základna pod palbou a útoku severo-vietnamských vojáků. Boj tak zuří jak nad, tak i pod povrchem.

## Počítačová hra
Uwe Boll zároveň s premiérou filmu oznámil, že se připravuje počítačová hra, kterou vytvořilo vývojářské studio Replay Studios. Hra se ovšem nesetkala s kladnými ohlasy a většina recenzentů z celého světa ji odsoudila.